# Aetodactylus
Aetodactylus es un género extinto de pterosaurio pterodactiloideo, que vivió hace 98 millones de años en el Cretácico Superior en lo que hoy es Estados Unidos, Norteamérica.

## Descripción
Su holotipo, SMU 76383, una mandíbula casi completa con la mayoría de los dientes; se encontró en 2006 en Mansfield, Texas, en rocas de la Formación Tarrant, que datan del Cenomaniense medio.
Aetodactylus fue descrito por Timothy S. Myers en 2010. La especie tipo es A. halli, nombrada en honor al descubridor, Lance Hall. Myers vio que Aetodactylus se parecía al género chino Boreopterus. Aetodactylus representa uno de los primeros ornitoqueiridos.